# Elecciones de México de 2022
Las elecciones de México de 2022 son las elecciones que se llevaron a cabo en México el 5 de junio de 2022 organizadas en coordinación entre el Instituto Nacional Electoral (INE) y los Organismos Públicos Locales Electorales (OPLEs).
Se eligieron los siguientes cargos de elección popular:
- 6 gobernadores. Titulares del poder ejecutivo de sus respectivas entidades federativas. Electos para un periodo de seis años (excepto en Aguascalientes y Quintana Roo, para cinco años), no reelegibles en ningún caso.
- 25 diputados locales. Escaños de los congresos unicamerales, en este caso Quintana Roo, electos para un periodo de dos años.
- 39 ayuntamientos. Cabildos municipales que conforman los estados, en este caso Durango. Integrados por un presidente municipal, síndico y regidores, electos para un periodo de tres años.

Adicionalmente, hubo elecciones extraordinarias para los siguientes cargos de elección popular:
- 1 diputado local. Escaños de los congresos unicamerales, en este caso Oaxaca, electo para finalizar un periodo de tres años.
- 21 ayuntamientos. Cabildos municipales que conforman los estados (3 en Puebla, 7 en Oaxaca, 4 en Veracruz, 6 en Chiapas y 1 en el Estado de México). Integrados por un presidente municipal, síndico y regidores, electos para finalizar un periodo de tres años.

## Elecciones locales

### Elecciones para la gubernatura
Seis entidades tendrán elecciones en 2022 para escoger las gubernaturas: Oaxaca, Durango, Aguascalientes, Hidalgo, Quintana Roo y Tamaulipas.
| | Gubernaturas obtenidas por partido político: Morena (4) Partido Acción Nacional (1) Partido Revolucionario Institucional (1) Sin elección de gobernador (26) |                                                             |
| Elección por estado | |                                                             |
| \| - Aguascalientes: ver resultados - Durango: ver resultados \| - Hidalgo: ver resultados - Oaxaca: ver resultados \| - Quintana Roo: ver resultados - Tamaulipas: ver resultados \| | |                                                             |
| - Aguascalientes: ver resultados - Durango: ver resultados | - Hidalgo: ver resultados - Oaxaca: ver resultados | - Quintana Roo: ver resultados - Tamaulipas: ver resultados |

### Elecciones para diputaciones locales
Únicamente Quintana Roo votará por su congreso estatal en estas elecciones.

### Elecciones para ayuntamientos
Únicamente Durango votará por ayuntamientos en estas elecciones.

## Elecciones extraordinarias

### Elecciones extraordinarias para diputaciones locales
Únicamente Oaxaca tiene una elección extraordinaria para diputación local.

### Elecciones extraordinarias para ayuntamientos
Cinco entidades tendrán elecciones extraordinarias en 2022 para votar por ayuntamientos.
| - Chiapas: 6 ayuntamientos - Estado de México: 1 ayuntamiento | - Oaxaca: 7 ayuntamientos - Puebla: 3 ayuntamientos | - Veracruz: 4 ayuntamientos |